# Cefaleia por abuso medicamentoso
As cefaleias por abuso medicamentoso (MOH), também conhecidas como dor de cabeça rebote, são dores de cabeça que ocorrem como resultado da utilização frequente de analgésicos. A dor pode envolver toda a cabeça. O início ocorre ao longo de meses a anos. Outros problemas de saúde podem ser ansiedade ou depressão. As complicações podem incluir efeitos colaterais da medicação.
Ocorre geralmente em pessoas com enxaquecas ou dores de cabeça tensionais após a utilização excessiva de medicamentos para alívio da dor de cabeça aguda. Os medicamentos normalmente mais associados são triptanos, opióides e barbitúricos. Porém, também pode ocorrer com AINEs ou paracetamol (acetaminofeno).  Outros fatores de risco incluem fumar. As pessoas afetadas têm, pelo menos, 15 dias de dor de cabeça por mês. O diagnóstico é baseado nos sintomas após a exclusão de outras potenciais causas.
O tratamento envolve a redução ou interrupção da medicação usada em excesso, juntamente com o início de medicamentos preventivos. Os medicamentos preventivos podem incluir topiramato, ácido valproico ou antagonistas dos recetores CGRP. O aconselhamento também pode ser útil. Com tratamento, a grande maioria das pessoas melhora.
A cefaleia por abuso medicamentoso afeta cerca de 1-2% dos adultos (50 a 100 milhões de pessoas). As mulheres são normalmente mais afetadas que os homens. A condição pode representar até 70% dos casos de cefaleia crónica diária (CDH). Foi descrita pela primeira vez em 1951.